# Elis Lindén
Knut Elis Lindén, född 26 juli 1916 på Skyllbergs bruk, Lerbäcks församling, Örebro län, död 6 juni 1978 i Söderbärke församling, Dalarnas län, var en svensk uppfinnare och entreprenör.
Lindén uppfann den över hela världen spridda tornkranen.

## Biografi
Elis Lindén var son till en gårdssmed. Han började arbeta som hantlangare till sin far. År 1931 började han på ett bygge i Storfors. Efter militärtjänst 1942 utbildade han sig på en teknisk skola. Han arbetade därefter 1943 som byggnadsarbetare i Arboga och uppfann där ett system för att slå valv. För att exploatera denna uppfinning grundade han tillsammans med kompanjonen Nils Eriksson firman Valvkonstruktion. Ohlsson & Skarne provade metoden med framgång på ett bygge i Arboga.
Elis Lindén utvecklade också en tornkran för byggen, Lindén-kranen. Han grundade 1951 tillsammans med Nils Eriksson AB Byggnadskranar i Västerås, vilket 1958 namnändrades till AB Lindénkranar. Efter likviditetsproblem såldes företaget 1965 till Investment AB Promotion, ett förvaltningföretag inom Handelsbankssfären. Under de nya ägarna slogs AB Lindénkranar 1968 samman med Alimak Verken till Linden Alimak. 1983 avyttrades krandelen till spanska Comansa. Lindénkranen säljs numera under namnet Comansa. 
Lindén fortsatte arbeta med andra företag som han grundat, många med anknytning till byggnadsindustrin. Under sina sista levnadsår arbetade han framgångsrikt med att utveckla kräftfiske.
Han fick 1970 Kungliga Ingenjörsakademiens guldmedalj för att ha uppfunnit tornkranen.
Lindén utmärkte sig som företagsledare genom att vara aktiv kommunist. Han bidrog ekonomiskt till Vänsterpartiet Kommunisterna och hade kontakter med Nordvietnam för att stärka landets ekonomi under Vietnamkriget.
Han hade fem barn, bland andra uppfinnaren Wanja Bellander (född 1951).